# Intelligencia mérése agyi képalkotó eljárásokkal
Az agyi képalkotással történő intelligencia vizsgálat az emberi intelligencia mérését jelenti különböző agyi képalkotó eljárások felhasználásával.
Napjainkig két intelligenciával kapcsolatos általános tanulmány-típus volt: a pszichometrikus és a biológiai. A pszichometria a mentális képességekre koncentrál, a biológiai megközelítés pedig az intelligenciával összefüggő biológiai jellemzőkkel, elsősorban az agy vizsgálatával foglalkozik. Az utóbbi idők technológiai fejlődésének köszönhetően többféle agyi képalkotó eljárás is elérhetővé vált az agyfunkciók vizsgálatára. A pszichometriai és a biológiai vizsgálatok együttes alkalmazása jelentős új felfedezéseket eredményezhet.

## Az intelligencia fogalma, mérése

### Az intelligencia fogalma
Az emberek gondolkodási, alkalmazkodási, tanulási képességei különbözők. Az intelligencia ezekkel függ össze, bár a pontos és egységes definíció még várat magára.
Az intelligencia összetett képesség, beszélhetünk nyelvi, vizuális-térbeli, logikai-matematikai, mozgási, zenei, interperszonális, vagy metakognitív intelligenciáról. Az intelligenciatesztek is ilyen részképességeket mérnek különböző feladatokkal. Az intelligencia összetevőit két nagy csoportba szokták sorolni, így megkülönböztetik a „folyékony” és a „kristályos” intelligenciát. A folyékony (vagy fluid intelligencia) azt mutatja meg, hogyan értjük meg és hasznosítjuk az új információkat, vagyis az újszerű feladathelyzetekben nyújtott teljesítményt méri. A rögzült, vagy kristályos intelligencia pedig azt mutatja meg, hogy a tanult ismereteket, élettapasztalatokat mennyire hatékonyan tudjuk alkalmazni. Ugyanakkor voltak, akik arra a következtetésre jutottak, hogy létezik egy általános intelligencia (g-faktor) is, amely a részképességekből felépülő hierarchia csúcsán helyezkedik el.

### Intelligenciatesztek
A hagyományos IQ-tesztek standardizált viselkedésminta-sorok alapján vizsgálják a tesztkitöltő eredményeit. Az „IQ” egy relatív mutató, amely azt fejezi ki, hogy a személy milyen eredményt ért el a saját országában a saját korcsoportja átlagához képest. A tesztek többsége kultúrafüggő, ezért ha más kultúrkörbe tartozó személyt mérnek, ugyanaz a teszt torzítani fog. A kultúrafüggetlen tesztek az intelligenciának csak részképességeit tudják mérni. A teszteket úgy szerkesztik, hogy az átlag 100 IQ pont körül legyen, az egységnyi szóráshoz 15 IQ-pontot rendelnek, így a népesség kb. 95%-ának eredménye az átlagtól két szórásnyi távolságon belül van, vagyis 70–130 között.
Az intelligencia biológiai megközelítése szerint a személy biológiai jellegzetességei, de különösen az agy anatómiája és működése összefügghet az intelligenciával. A kutatók azt remélik, hogy az agy tanulmányozásával újabb szempontokat és mérési lehetőségeket találnak az intelligencia leírására. A vizsgálatokban összefüggéseket kerestek a tesztekben nyújtott teljesítmények egyes szempontjai és az agyműködés jellegzetességei között. Vizsgálták az idegi ingerületvezetés sebességét, a különböző agyterületek méreteit és az agyműködés jellegzetes mintázatait.

### Agyi képalkotó eljárások
Az elektroenkefalográfia (EEG) az idegsejtek elektromos aktivitásának regisztrálására szolgál. A fejbőrről egy-egy elektródáról elvezetett EEG nagy mennyiségű idegsejt által generált, összegzett elektromos aktivitást reprezentál. A kapott elektroenkefalogram egy komplex, több komponensű periodikus görbe. Jellegzetes felhasználása az alvással és az agy organikus vagy funkcionális elváltozásaival kapcsolatos vizsgálatok.
A mágnesesrezonancia-képalkotás vizsgálat (MRI) és a funkcionális mágneses rezonanciavizsgálat (fMRI) lényege, hogy erős mágneses térben a szövetek sugárzását méri, és az adatokból rekonstruál egy háromdimenziós képet. Így információ nyerhető az adott szövetek anyagáról, struktúrájáról, működéséről. Az emberi aggyal kapcsolatos vizsgálatokban az organikus és funkcionális elváltozások felismerésére használják elsősorban.
A komputertomográfia (CT), vagy a  Számítógépes Axiális Tomográfia (CAT) szeletekre tagolt képet készít a vizsgált szövetről. Síkszerű röntgensugár nyalábbal világítják meg az agyat, és ennek során a különböző struktúrák által elnyelt röntgensugarak adják ki az agy képi „szeleteit”. A komputertomográfia különösen eredményesen alkalmazható az agy konkrét struktúrái méretének (térfogatának) meghatározására.
A pozitronemissziós tomográfia (PET) a testbe fecskendezett nyomjelző anyag által kibocsátott gamma-sugarakat detektálja. Lényege, hogy a pozitront sugárzó izotópokkal megjelölt molekulák segítésével vizuális képet alkot a szervezet biokémiai folyamatairól. Az aggyal kapcsolatosan főleg onkológiai, de neuropszichiátriai alkalmazásai is vannak.

## Az intelligencia neurológiai alapjai
Az agy anatómiájának több aspektusáról is gondolták, hogy kapcsolatban állhat az intelligenciával. A korai tanulmányokban vizsgálták a fej mérete és az intelligencia közötti összefüggéseket. Később az agy ingerületvezetési képességét gondolták az intelligencia mutatójának. Vizsgáltak agykárosult betegeket is, így figyelték meg az intelligencia-értékek változásainak az egyes agyterületekkel kimutatható összefüggéseit. A képalkotó technológiák korszerűsödésével egyre több lehetőség nyílt a behatóbb neurológiai vizsgálatokra.

### Az agy mérete és az intelligencia
Az agy mérete és az intelligencia kapcsolata régóta foglalkoztatja a pszichológiát. Kezdetben a fej külső méreteit vizsgálták, és több kutatás eredménye is cáfolta, hogy a fejméretnek lenne kapcsolata az intelligenciával. Az MRI vizsgálatok pontosabb lehetőséget kínálnak az agy méretének megállapításához. Egy tanulmányban vizsgálták az agy MRI-vel mért mérete, valamint a fej mérete és az intelligencia közötti összefüggést egészséges nők mintáján. Úgy találták, az IQ értéke kis mértékben korrelál a fej méretével (r = 0,109) és szignifikánsan az agy méretével (r = 0,395, p < 0,05). Ez azt jelzi, hogy nagyon gyenge pozitív kapcsolat van az agy mérete és az intelligencia között.
A férfiak agyának átlagos mérete nagyobb, mint a nőké, még ha a testmérethez viszonyított arányát nézzük is. Azt várhatnánk, így a férfiak intelligenciaszintje is magasabb, de nincs különbség a nők és férfiak általános intelligenciájában. A férfiak kicsit jobban teljesítenek a verbális, performációs és térbeli-vizuális feladatokban, ezek pedig az intelligencia faktorai. Vizsgálatukban úgy találták, átlagosan 4 ponttal magasabb a férfiak intelligenciaszintje, mint a nőké. Gyermekkorban ez a különbség még nem mutatkozik, mert a lányok – kevés kivételtől eltekintve – korábban érnek, mint a fiúk.

### Az agy eseményfüggő potenciáljai (ERP-k) és az ingerületvezetés sebessége (NCV)
Az idegsejtekben létrejövő akciós potenciál (AK) egy diszkrét elektromos jel, mely inger hatására az idegsejt axonján végigfutva a szinapszisoknál neurotranszmitterek segítségével továbbítódik a következő idegsejtre. Ezeket az elektromos jeleket tudja mérni az EEG. Rövid ideig tartó, erős inger ún. kiváltott potenciált (KP) is eredményez, amely az alap EEG mintázatába épül, de mivel a KP-k amplitúdója jóval kisebb a háttér EEG-énél, az ilyen egyedi válaszok elemzése legtöbbször nem lehetséges. Ha azonban nagy számú KP-t átlagolnak, a közel ugyanolyan lefutású KP-k kiemelődnek a háttér EEG-ből, és így lehetőség van arra, hogy a szenzoros, illetve kognitív funkciókról is információkat kaphassunk. A KP-ken kívül regisztrálhatunk ún. eseményfüggő potenciálokat is (ERP). Ezek kötődnek ugyan az ingerhez, de nem közvetlenül, más funkciók (például a figyelmi szint emelkedése, motoros válasz, vagy a kognitív feldolgozás) eredményeként jönnek létre.
Egy kutatásban az ERP-ket a tesztalanyok IQ szintjével összefüggésben mérték, és azt tapasztalták, hogy az intelligensebb alanyok szabályosabb ERP hullámokat mutattak, mint a kevésbé intelligens egyének. Az alacsonyabb intelligenciával rendelkezők esetében lassabb volt az ingerület átvitel, és csökkent volt az EEG amplitúdója.
Az agyi ingerületvezetési sebességgel (NCV) kapcsolatos tanulmányok változó eredményeket mutattak. Egyes kutatók feltételezései szerint a magasabb intelligencia hányados a jobb ingerületvezetéssel hozható összefüggésbe. Az egyik kutatásban egészséges kísérleti alanyokkal nonverbális IQ tesztet vettek föl, és mérték a vizuális idegpálya késleltetését a retina és a látókéreg között. Az NCV és az IQ között szignifikáns korrelációt találtak (+ 0,26; p = 0.002). Értelmileg sérült csoportot vizsgálva lassabb idegi vezetést mértek. Ez azt mutatja, hogy van összefüggés az intelligencia és az információfeldolgozás sebessége között.
Egy másik vizsgálat a hallás idegpályáinak vizsgálatát végezte, és ennek segítségével keresett összefüggést az NCV és az IQ között. Ebben az esetben azonban a lassabb ingerületvezetés járt együtt magasabb intelligenciával, ami ellentmond a korábbi feltételezéseknek.
Egy másik cikk összefoglalja az agyi idegi folyamatok és az intelligencia eddig feltárt összefüggéseit. Eszerint az eseményfüggő potenciálok és az intelligencia összefüggésének tanulmányozása során a vizsgálatok azt mutatják, a magasabb IQ-val rendelkezők gyorsabb válaszokat adnak bizonyos vizsgálati körülmények között. A magasabb IQ-val rendelkezők ERP hullámformái különbözők az alacsonyabb IQ-val rendelkezőkétől. Lehet, hogy a magasabb IQ-val rendelkezőknek kevesebb az ERP variabilitása, átlagosan nagyobb az agytérfogata, és esetleg az idegi ingerületvezetés sebessége is gyorsabb. Az agy néhány funkcionális vizsgálata alapján úgy tűnik, hogy akiknek magasabb az IQ-ja, annak alacsonyabb az agyi anyagcsere arányuk a szellemileg aktív helyzetekben. Ez ahhoz a spekulációhoz vezethet, hogy a magasabb IQ-jú embereknek hatékonyabb az agya. Annak ellenére, hogy a humán intelligencia biológiai vonatkozásaival kapcsolatban már számos eredmény született, további igény van a magyarázatok elméleti keretbe helyezésére, összekapcsolására.

## Az intelligenciához köthető agyi funkciók

### Az intelligencia faktorainak agyi lokalizációja
A Wechsler-féle intelligencia teszt (WAIS) a verbális és performációs képességek mérésére szolgál, és Wechsler e két funkciót különböző altesztekkel vizsgálja. Egy kutatásban kapcsolatot kerestek a helyi agyi glükóz metabolizmus és a WAIS teszten elért pontszámok között. A vizsgálathoz PET eljárást alkalmaztak. A glükóz-anyagcsere az agykérgi régiókban a verbális részvizsgálat esetén általában a bal perisylvian (más néven Broca) területre összpontosult. Ezzel szemben a performációs alteszt esetén elsősorban a jobb hátsó parietális régióban mutatkozott aktivitás. A WAIS altesztjei tehát elsődlegesen a verbális, vagy a téri-vizuális kognitív funkciókat aktiválják, vagyis a bal parisilvian, és a jobb hátsó parietális agykérgi területeket.
A Raven progresszív mátrixok (RPM) egy 60, növekvő nehézségi fokú feleletválasztós kérdésből álló tesztsorozat. Az RPM mintafelismerésen alapul, és egy olyan nonverbális tesztfajta, mely egy adott séma szerint a hiányzó ábra beazonosítását várja el a tesztalanytól. Ez a tesztfajta az értelemkereső, szabálykereső képesség mérésére szolgál. Egy vizsgálat során a RPM tesz kitöltése közben vizsgálták a magasabb szinten működő agyi területeket. A teszt analitikus, figurális és térbeli-vizuális, valamint egyszerű mintázat összehasonlító feladattípusokat tartalmaz. A figurális feladatokban leginkább a jobb frontális és mindkét parietális régió mutatott emelkedett aktivitást. Az összehasonlító feladatokban mindkét frontális és a bal parietális, occipitális és temporális régiók domináltak. Az analitikus feladatokban valamennyi terület aktivitása magas volt. Ezek a régiók a munkamemória területeit képviselik: a figurális feladatok a térbeli és tárgyi munkamemória területeit aktiválta, és az analitikus feladatok megoldása közben bekapcsolódtak a verbális munkamemória területei, és a tartományfüggetlen asszociációs és végrehajtó funkciók is. Úgy tűnik tehát, hogy a RPM tesztben mért fluid intelligencia feladatok megoldása során a munkamemória összetett rendszerei működnek közre.

### Az idegrendszer globális kapcsolatai
Egy tanulmány a prefrontális agykéreg globális összeköttetéseit vizsgálta. A globális összeköttetések mechanizmusa az a mechanizmus, melynek során az agyhálózat egyes elemei képesek különböző feladataik egységes koordinálására. A vizsgálat során az alanyokkal a Raven Haladó Progresszív Mátrixok (RAPM) tesztet és Cattel Kultúrafüggetlen Intelligenciatesztjét (CFIT) vették fel, majd az „n lépés vissza” munkamemória feladatot MRI vizsgálat közben. 
A RAPM egy 36 feladatból álló tesztsor, mely az RPM-hez hasonló, de alkalmas a kiemelkedően magas intelligencia mérésére is, a CFIT pedig kultúrafüggetlen, a fluid intelligencia mérésére alkalmas teszt. Az „n-lépés vissza” munkamemória feladatban minden soron következő bemutatott ingernél a tesztalanynak el kell döntenie, hogy az adott inger azonos-e az n-lépéssel azelőtt bemutatott ingerrel („n”-t előzetesen meghatározzák, rendszerint 1, 2 vagy 3). A vizsgálat során ezzel párhuzamosan MRI-t használnak az agyi működések feltárására. Eredményként a laterális prefrontális kéreg agyi területének aktivitásáról kimutatták, hogy képes előre jelezni a tesztalany teljesítményét a magas kontrolligényű munkamemória feladatokban, miközben nagyfokú globális összeköttetések jeleit mutatta. Ezek az összeköttetések magába foglalják a frontoparietális hálózaton belüli és az azon kívül eső kapcsolatokat is, és nagyfokú összefüggést mutattak a folyékony intelligencia mértékével. A laterális prefrontális kéreg azért áll az érdeklődés középpontjában, mert az olyanok, akiknél ez károsodást szenved, többé nem képesek jól ellátni olyan hétköznapi feladatokat, mint például a napjuk megtervezése. Az LPK fontosságát a kognitív ellenőrző funkció adja, és vizsgálatával előre jelezhető például az iskolai vagy a munkahelyi teljesítmény.
Egy másik vizsgálatban kimutatták, hogy a magasabb intelligenciával rendelkező egyének hatékonyabban képesek kihasználni agyi hálózatuk átfogó rendszerét. A kutatásban az intelligencia mérésére a WAIS tesztet használták, az egyes agyi területek összeköttetéseinek vizsgálatához pedig fMRI-t, mellyel az agy nyugalmi állapotát vizsgálták. Az agyi képalkotó adatok egy olyan gráfelméleten alapuló feldolgozási módját alkalmazták, mely Globális Agyi Összeköttetés (GBC) néven vált ismertté. A GBC feldolgozási módszer lehetővé tette a kutatók számára, hogy megállapítsák az egyes agyi területek összeköttetési fokát. Úgy találták, hogy az agy kiterjedtebb funkcionális kapcsolatai esetén magasabb az intellektuális teljesítmény.
Az általános intelligenciához köthető agyi funkciókat egy kutatás PET eljárással vizsgálta. Magas és alacsony intelligenciát igénylő, térbeli, verbális és mozgásos feladatok megoldása során hasonlították össze az alanyok agyi működésmódját. Annak ellenére, hogy korábbi kutatások azt mutatták, a magasabb IQ az agyterületek nagyobb mértékű összekapcsolásával jár együtt, ebben a vizsgálatban ez nem mutatkozott. Ellenkezőleg, a magas intelligenciát igénylő mindhárom típusú feladatban az egyik, vagy mindkét oldali laterális frontális lebeny szelektív aktivitása volt kimutatható. Korábbi vizsgálatok is rámutattak, hogy ezek a területek számos különféle kognitív funkció működésében részt vesznek. Az eredmények szerint lehetséges, hogy az általános intelligencia megnyilvánulásáért ezek a területek felelősek.

## Etikai vonatkozások
A titkosság és a személyes adatok bizalmas kezelése az agyi képalkotó vizsgálatoknak kényes pontja. A nagyfelbontású anatómiai képek, mint amilyen az fMRI is, lehetővé teszik a beazonosíthatóságot, ezzel veszélyeztetve az egyén személyes adatainak biztonságát. Egy volumetrikus MRI alapján elkészíthető az agy és az arc felületének háromdimenziós rekonstrukciója, és ezek összevetésével az illetőről készült fényképekkel beazonosíthatóvá válik az egyén személyazonossága.
Mára egyre elfogadottabb az a gondolat, hogy az intelligenciának vannak neurobiológiai alapjai (legalábbis ami a gondolkodási- és a problémamegoldó képességet illeti). Ez felveti az intelligencia és a rasszok kapcsolatának gondolatát. Bár a különböző faji csoportok között kimutatható különbségek nem voltak jelentősek, az intelligencia-kutatások nyilvános fogadtatását negatívan érintik a rasszizmus miatti aggodalmak. A kutatóknak át kell gondolni, hogy milyen következményekkel járhatnak az egyes etnikai vagy faji népcsoportok közti intelligencia különbségeket vizsgáló tanulmányok, és hogy vajon etikusnak tekinthetők-e az ilyen jellegű kutatások, hiszen egy olyan kutatás, mely azt feltételezi, hogy egy bizonyos népcsoport biológiailag intelligensebb a másiknál, komoly feszültségforrást jelenthet. Ez az oka annak, hogy a neurobiológusok csak csínján kutatják az intelligencia csoportok közötti különbségeit.

## Fordítás
- Ez a szócikk részben vagy egészben  a   Neuroimaging_intelligence_testing című angol Wikipédia-szócikk fordításán alapul.  Az eredeti cikk szerkesztőit annak laptörténete sorolja fel. Ez a jelzés csupán a megfogalmazás eredetét és a szerzői jogokat jelzi, nem szolgál a cikkben szereplő információk forrásmegjelöléseként.